# Puchar Polski w piłce nożnej (2014/2015)/Puchary wojewódzkie
Puchar Polski w piłce nożnej mężczyzn na szczeblu wojewódzkim - Rozgrywki pucharowe mające na celu wyłonienie klubów z niższych lig z poszczególnych województw do udziału w Pucharze Polski w piłce nożnej mężczyzn 2015/2016. Każde województwo ma prawo wyłonić jedną drużynę, która będzie je reprezentować w Pucharze Polski. W eliminacjach obowiązkowo biorą udział drużyny od 3 ligi do klasy okręgowej. Drużyny z A-klasy mogą nie przystąpić do rozgrywek, a zespoły z klas niższych nie są zobowiązane do brania udziału w eliminacjach.

## Zwycięzcy
- Ślęza Wrocław (województwo Dolnośląskie)
- Wda Świecie (województwo Kujawsko-Pomorskie)
- Chełmianka Chełm (województwo Lubelskie)
- KS Stilon Gorzów Wielkopolski (województwo Lubuskie)
- Boruta Zgierz (województwo Łódzkie)
- Garbarnia Kraków (województwo Małopolskie)
- Ursus Warszawa (województwo Mazowieckie)
- Odra Opole (województwo Opolskie)
- Resovia (województwo Podkarpackie)
- ŁKS 1926 Łomża (województwo Podlaskie)
- Rodło Kwidzyn (województwo Pomorskie)
- Grunwald Ruda Śląska (województwo Śląskie)
- Wisła Sandomierz (województwo Świętokrzyskie)
- Olimpia Olsztynek (województwo Warmińsko-Mazurskie)
- KKS 1925 Kalisz (województwo Wielkopolskie)
- Gwardia Koszalin (województwo Zachodniopomorskie)

## Województwo Dolnośląskie[1]
Udział biorą zwycięzcy czterech pucharów okręgowych.
| Uczestnicy tej edycji                           | Uczestnicy tej edycji    | Uczestnicy tej edycji | Uczestnicy tej edycji |
| ----------------------------------------------- | ------------------------ | --------------------- | --------------------- |
| JEL                                             | Karkonosze Jelenia Góra  | Jelenia Góra          |                       |
| GGW                                             | Grom Gromadzyń-Wielowieś | Legnica               |                       |
| PŚW                                             | Polonia-Stal Świdnica    | Wałbrzych             |                       |
| ŚLZ                                             | Ślęza Wrocław            | Wrocław               |                       |
| W kolumnie pierwszej podano skróty nazw drużyn. |                          |                       |                       |

### Pólfinały
| 10 czerwca 2015 17:00 CET | Ślęza Wrocław · Dawid Molski 29' | 1:1 k. 8:7 | Karkonosze Jelenia Góra · 11' Maciej Firlej | Wrocław |
|                           |                                  |            |                                             |         |

| 27 maja 2015 17:00 CET | Grom Gromadzyń-Wielowieś | 0:3 | Polonia-Stal Świdnica · 5' Michał Skrypak · 21' Jan Rytko · 76' Paweł Tobiasz | Ścinawa |
|                        |                          |     |                                                                               |         |

### Finał
| 14 czerwca 2015 17:00 CET | Polonia-Stal Świdnica | 0:2 | Ślęza Wrocław · 45' Jakub Jakóbczyk · 78' Grzegorz Rajter | Świdnica Widzów: 1000 |
|                           |                       |     |                                                           |                       |

## Województwo Kujawsko-Pomorskie[2]
Udział biorą zwycięzcy 1/8 finału i 1/4 finału. Start w nich zapewnieni mieli zwycięzcy pucharów okręgowych.
| Uczestnicy tej edycji                           | Uczestnicy tej edycji | Uczestnicy tej edycji | Uczestnicy tej edycji |
| ----------------------------------------------- | --------------------- | --------------------- | --------------------- |
| SRA                                             | Sokół Radomin         | Toruń                 |                       |
| CHE                                             | Chemik Bydgoszcz      | Bydgoszcz             |                       |
| STR                                             | Start Radziejów       | Włocławek             |                       |
| WDA                                             | Wda Świecie           | Bydgoszcz             |                       |
| W kolumnie pierwszej podano skróty nazw drużyn. |                       |                       |                       |

### Półfinały
| 27 maja 2015 17:00 CET | Sokół Radomin | 0:5 | Chemik Bydgoszcz · 4' Adam Kardasz · 36' Adam Kardasz · 52' Adrian Raszka · 65' Robert Kawałek · 68' Adam Kardasz | Radomin |
|                        |               |     | |         |

| 27 maja 2015 17:00 CET | Start Radziejów | 0:1 | Wda Świecie · 85' Patryk Kiełpiński | Radziejów |
|                        |                 |     |                                     |           |

### Finał
1 mecz:
| 10 czerwca 2015 17:00 CET | Chemik Bydgoszcz | 0:2 | Wda Świecie · 74' Bartosz Czerwinski · 76' Bartosz Czerwinski | Bydgoszcz |
|                           |                  |     |                                                               |           |

Rewanż:
| 17 czerwca 2015 17:00 CET | Wda Świecie · Sergiusz Kot 52' | 1:1 | Chemik Bydgoszcz · 68' Adrian Raszka | Świecie |
|                           |                                |     |                                      |         |

Wda Świecie wygrała 3:1

## Województwo Lubelskie[3]
Udział biorą zwycięzcy czterech pucharów okręgowych.
| Uczestnicy tej edycji                           | Uczestnicy tej edycji  | Uczestnicy tej edycji | Uczestnicy tej edycji |
| ----------------------------------------------- | ---------------------- | --------------------- | --------------------- |
| ORP                                             | Orlęta Radzyń Podlaski | Biała Podlaska        |                       |
| CHM                                             | Chełmianka Chełm       | Chełm                 |                       |
| MOT                                             | Motor Lublin           | Lublin                |                       |
| WER                                             | Kryształ Werbkowice    | Zamość                |                       |
| W kolumnie pierwszej podano skróty nazw drużyn. |                        |                       |                       |

### Półfinały
| 13 maja 2015 17:30 | Kryształ Werbkowice · Mariusz Podgórski 73' | 1:5 | Chełmianka Chełm · 5' Łukasz Młynarski 5 · 10' Michał Kobiałka · 58' Łukasz Młynarski · 67' Mateusz Olszak · 79' (k.) Damian Wacewicz | Werbkowice |
|                    |                                             |     | |            |

| 3 czerwca 2015 18:00 CET | Motor Lublin · Piotr Karwan 5' · Paweł Myśliwiecki 72' · Paweł Myśliwiecki 90' | 3:1 | Orlęta Radzyń Podlaski · 77' Tomasz Tymosiak | Lublin |
|                          |                                                                                |     |                                              |        |

### Finał
| 10 czerwca 2015 19:00 CET | Motor Lublin | 0:1 | Chełmianka Chełm · 38' Przemysław Kwiatkowski | Lublin Widzów: 2571 |
|                           |              |     |                                               |                     |

## Województwo Lubuskie[4]
Udział biorą zwycięzcy 1/8 finału i 1/4 finału. Start w nich zapewnieni mieli zwycięzcy pucharów okręgowych.
| Uczestnicy tej edycji                           | Uczestnicy tej edycji         | Uczestnicy tej edycji | Uczestnicy tej edycji |
| ----------------------------------------------- | ----------------------------- | --------------------- | --------------------- |
| TKO                                             | Tęcza Krosno Odrzańskie       | Zielona Góra          |                       |
| SGW                                             | KS Stilon Gorzów Wielkopolski | Gorzów Wielkopolski   |                       |
| SDE                                             | Spartak Deszczno              | Gorzów Wielkopolski   |                       |
| MKP                                             | Mieszko Konotop               | Zielona Góra          |                       |
| W kolumnie pierwszej podano skróty nazw drużyn. |                               |                       |                       |

### Półfinały
| 13 maja 2015 17:00 CET | Tęcza Krosno Odrzańskie | 0:1 | KS Stilon Gorzów Wielkopolski · 86' Rafał Świtaj | Krosno Odrzańskie |
|                        |                         |     |                                                  |                   |

| 13 maja 2015 17:00 CET | Mieszko Konotop · Przemysław Reczulski 6' (sam.) · Mariusz Kwiatkowski 35' · Patryk Hamrol 51' | 3:0 | Spartak Deszczno | Konotop |
|                        |                                                                                                |     |                  |         |

### Finał
| 17 czerwca 2015 17:00 CET | Mieszko Konotop | 0:5 | KS Stilon Gorzów Wielkopolski · 20' Paweł Posmyk · 43' Damian Szałas · 49' Kordian Ziajka · 65' Dawid Kucharski · 89' Paweł Posmyk | Słońsk |
|                           |                 |     | |        |

## Województwo Łódzkie[5]
Udział biorą zwycięzcy 1/4 finału. Start w nim zapewnieni mieli zwycięzcy pucharów okręgowych.
| Uczestnicy tej edycji                           | Uczestnicy tej edycji      | Uczestnicy tej edycji | Uczestnicy tej edycji |
| ----------------------------------------------- | -------------------------- | --------------------- | --------------------- |
| BZG                                             | Boruta Zgierz              | Łódź                  |                       |
| OMG                                             | Omega Kleszczów            | Piotrków Trybunalski  |                       |
| PEL                                             | Pelikan Łowicz             | Skierniewice          |                       |
| LTM                                             | Lechia Tomaszów Mazowiecki | Piotrków Trybunalski  |                       |
| W kolumnie pierwszej podano skróty nazw drużyn. |                            |                       |                       |

### Półfinały
| 13 maja 2015 17:00 CET | Boruta Zgierz · Sebastian Ceglarz 10' · Sebastian Ceglarz 79' (k.) | 2:2 k. 4:2 | Omega Kleszczów · 71' (k.) Paweł Kowalski · 90' Michał Czaplarski | Zgierz |
|                        |                                                                    |            |                                                                   |        |

| 13 maja 2015 17:00 CET | Pelikan Łowicz | 0:1 | Lechia Tomaszów Mazowiecki · 29' Marcin Mirecki | Łowicz |
|                        |                |     |                                                 |        |

### Finał
| 17 czerwca 2015 17:00 CET | Boruta Zgierz | 0:0 k. 4:3 | Lechia Tomaszów Mazowiecki | Zgierz |
|                           |               |            |                            |        |

## Województwo Małopolskie[6]
Udział biorą zwycięzcy czterech pucharów okręgowych.
| Uczestnicy tej edycji                           | Uczestnicy tej edycji | Uczestnicy tej edycji | Uczestnicy tej edycji |
| ----------------------------------------------- | --------------------- | --------------------- | --------------------- |
| GAR                                             | Garbarnia Kraków      | Kraków                |                       |
| SIE                                             | Karpaty Siepraw       | Myślenice             |                       |
| APW                                             | AP Przebój Wolbrom    | Olkusz                |                       |
| CST                                             | Czarni Staniątki      | Wieliczka             |                       |
| W kolumnie pierwszej podano skróty nazw drużyn. |                       |                       |                       |

### Półfinały
| 6 maja 2015 17:30 CET | AP Przebój Wolbrom | 2:1 | Czarni Staniątki | Wolbrom |
|                       |                    |     |                  |         |

| 6 maja 2015 17:30 CET | Karpaty Siepraw | 0:4 | Garbarnia Kraków · 6' Tomasz Ogar · 29' Tomasz Ogar · 25' Norbert Piszczek · 89' Marcin Siedlarz | Siepraw |
|                       |                 |     |                                                                                                  |         |

### Finał
| 27 maja 2015 17:00 CET | AP Przebój Wolbrom | 0:3 | Garbarnia Kraków · 40' Krzysztof Kalemba · 47' Tomasz Liput · 78' Górecki | Wolbrom |
|                        |                    |     |                                                                           |         |

## Województwo Mazowieckie[7]
Udział biorą zwycięzcy 1/8 finału i 1/4 finału. Start w nich zapewnieni mieli zwycięzcy pucharów okręgowych, zespoły z Młodej Ekstraklasy i zespoły z województwa grające w 3 lidze.
| Uczestnicy tej edycji                           | Uczestnicy tej edycji     | Uczestnicy tej edycji | Uczestnicy tej edycji |
| ----------------------------------------------- | ------------------------- | --------------------- | --------------------- |
| EKO                                             | Energia Kozienice         | Radom                 |                       |
| URS                                             | Ursus Warszawa            | 3 liga                |                       |
| ŚWI                                             | Świt Nowy Dwór Mazowiecki | 3 liga                |                       |
| LE2                                             | Legia II Warszawa         | 3 liga                |                       |
| W kolumnie pierwszej podano skróty nazw drużyn. |                           |                       |                       |

### Półfinały
| 13 maja 2015 17:00 CET | Energia Kozienice · Kacper Nowocień 55' · Daniel Ciupiński 82' | 2:3 | Ursus Warszawa · 39' Przemysław Sztybrych · 76' Jewhen Radionow · 85' Łukasz Radomski | Kozienice |
|                        |                                                                |     |                                                                                       |           |

| 20 maja 2015 16:30 CET | Świt Nowy Dwór Mazowiecki | 0:2 | Legia II Warszawa · 88' Mateusz Zawal · 90' (sam.) Reinaldo Melão | Nowy Dwór Mazowiecki Widzów: 180 |
|                        |                           |     |                                                                   |                                  |

### Finał
| 26 maja 2015 17:00 CET | Ursus Warszawa · Jakub Kabala 105' | 1:0 | Legia II Warszawa | Warszawa Widzów: 310 |
|                        |                                    |     |                   |                      |

## Województwo Opolskie[8]
Udział biorą zwycięzcy 1/32, 1/16, 1/8 i 1/4 finału.
| Uczestnicy tej edycji                           | Uczestnicy tej edycji | Uczestnicy tej edycji | Uczestnicy tej edycji |
| ----------------------------------------------- | --------------------- | --------------------- | --------------------- |
| RZD                                             | Ruch Zdzieszowice     | -                     |                       |
| ODO                                             | Odra Opole            | -                     |                       |
| KUP                                             | LZS Kup               | -                     |                       |
| FGŁ                                             | Fortuna Głogówek      | -                     |                       |
| W kolumnie pierwszej podano skróty nazw drużyn. |                       |                       |                       |

### Półfinały
| 6 maja 2015 17:30 CET | Ruch Zdzieszowice · Dawid Czapliński 67' | 1:4 | Odra Opole · 30' Janusz Gancarczyk · 65' Krzysztof Gancarczyk · 76' Dawid Wolny · 77' Waldemar Gancarczyk | Zdzieszowice Widzów: 500 |
|                       |                                          |     | |                          |

| 6 maja 2015 17:30 CET | LZS Kup | 3:0 | Fortuna Głogówek | Kup |
|                       |         |     |                  |     |

walkover - goście nie dojechali

### Finał
| 20 maja 2015 18:00 CET | LZS Kup | 0:2 | Odra Opole · 64' Dawid Wolny · 90' Marek Gładkowski | Brzeg Widzów: 350 |
|                        |         |     |                                                     |                   |

## Województwo Podkarpackie[9]
Udział biorą zwycięzcy czterech pucharów okręgowych.
| Uczestnicy tej edycji                           | Uczestnicy tej edycji | Uczestnicy tej edycji | Uczestnicy tej edycji |
| ----------------------------------------------- | --------------------- | --------------------- | --------------------- |
| POP                                             | Polonia Przemyśl      | Jarosław              |                       |
| NOW                                             | Cosmos Nowotaniec     | Krosno                |                       |
| RES                                             | Resovia               | Rzeszów-Dębica        |                       |
| WSP                                             | Wisan Skopanie        | Stalowa Wola          |                       |
| W kolumnie pierwszej podano skróty nazw drużyn. |                       |                       |                       |

### Półfinały
| 13 maja 2015 17:00 CET | Wisan Skopanie · Marcin Lis 80' | 1:0 | Cosmos Nowotaniec | Skopanie |
|                        |                                 |     |                   |          |

| 13 maja 2015 17:00 CET | Polonia Przemyśl · Paweł Sedlaczek 43' · Paweł Załoga 90' | 2:3 | Resovia · 25' Tomasz Ciećko · 56' Kacper Rop · 114' Szymon Kaliniec | Przemyśl |
|                        |                                                           |     |                                                                     |          |

### Finał
1 mecz:
| 27 maja 2015 17:00 CET | Wisan Skopanie | 0:2 | Resovia · 73' Radosław Adamski · 90' Karol Skuba | Skopanie Widzów: 300 |
|                        |                |     |                                                  |                      |

Rewanż:
| 10 czerwca 2015 17:00 CET | Resovia · Szymon Kaliniec 41' · Bartłomiej Makowski 45' (k.) · Kacper Rop 55' · Adrian Mołdoch 65' | 4:0 | Wisan Skopanie | Rzeszów Widzów: 300 |
|                           | |     |                |                     |

Resovia wygrała 6:0

## Województwo Podlaskie[10]
Udział biorą zwycięzcy poprzednich rund (I-VI). Możliwość startu miały wszystkie drużyny z województwa.
| Uczestnicy tej edycji                           | Uczestnicy tej edycji    | Uczestnicy tej edycji | Uczestnicy tej edycji |
| ----------------------------------------------- | ------------------------ | --------------------- | --------------------- |
| GON                                             | Biebrza Goniądz          | -                     |                       |
| ŁOM                                             | ŁKS 1926 Łomża           | -                     |                       |
| MIC                                             | KS Michałowo             | -                     |                       |
| JA2                                             | Jagiellonia II Białystok | -                     |                       |
| W kolumnie pierwszej podano skróty nazw drużyn. |                          |                       |                       |

### Półfinały
| 6 maja 2015 17:00 CET | Biebrza Goniądz | 0:0 k. 4:5 | ŁKS 1926 Łomża | Goniądz |
|                       |                 |            |                |         |

| 6 maja 2015 17:00 CET | KS Michałowo · Tomasz Bernatowicz 72' (k.) | 1:1 k. 2:3 | Jagiellonia II Białystok · 90' Damian Toczydłowski | Michałowo |
|                       |                                            |            |                                                    |           |

### Finał
| 3 czerwca 2015 18:00 CET | ŁKS 1926 Łomża · Krystian Pomorski 38' · Kamil Stankiewicz 54' | 2:0 | Jagiellonia II Białystok | Łomża |
|                          |                                                                |     |                          |       |

## Województwo Pomorskie[11]
Udział biorą zwycięzcy trzech pucharów okręgowych.
| Uczestnicy tej edycji                           | Uczestnicy tej edycji | Uczestnicy tej edycji | Uczestnicy tej edycji |
| ----------------------------------------------- | --------------------- | --------------------- | --------------------- |
| PRZ                                             | GKS Przodkowo         | Gdańsk                |                       |
| AR2                                             | Arka II Gdynia        | Gdańsk                |                       |
| ROD                                             | Rodło Kwidzyn         | Malbork               |                       |
| UST                                             | Jantar Ustka          | Słupsk                |                       |
| W kolumnie pierwszej podano skróty nazw drużyn. |                       |                       |                       |

### Półfinały
| 20 maja 2015 18:00 CET | Jantar Ustka | 0:4 | GKS Przodkowo | Ustka |
|                        |              |     |               |       |

| 20 maja 2015 17:00 CET | Rodło Kwidzyn · Mateusz Górka 21' · Mateusz Górka 109', Adam Reise 102' | 3:1 | Arka II Gdynia · 54' Tomasz Wojcinowicz | Kwidzyn |
|                        |                                                                         |     |                                         |         |

### Finał
| 10 czerwca 2015 18:00 CET | Rodło Kwidzyn · Nikodem Szalkowski 33' · Nikodem Szalkowski 89' | 2:1 | GKS Przodkowo · 53' Jakub Gronowski | Kwidzyn |
|                           |                                                                 |     |                                     |         |

## Województwo Śląskie[12]
Udział biorą zwycięzcy 1/8 finału i 1/4 finału. Start w nich mieli zagwarantowani zwycięzcy pucharów okręgowych
| Uczestnicy tej edycji                           | Uczestnicy tej edycji  | Uczestnicy tej edycji | Uczestnicy tej edycji |
| ----------------------------------------------- | ---------------------- | --------------------- | --------------------- |
| RAW                                             | GKS Radziechowy-Wieprz | Żywiec                |                       |
| CZN                                             | LKS Czaniec            | Bielsko-Biała         |                       |
| GRŚ                                             | Grunwald Ruda Śląska   | Katowice              |                       |
| PBT                                             | Polonia Bytom          | Bytom                 |                       |
| W kolumnie pierwszej podano skróty nazw drużyn. |                        |                       |                       |

### Półfinały
| 16 czerwca 2015 18:06 CET | GKS Radziechowy-Wieprz · Piotr Motyka 69' (k.) | 1:1 k. 2:3 | LKS Czaniec · 86' Paweł Łoś | Radziechowy-Wieprz Widzów: 150 |
|                           |                                                |            |                             |                                |

| 10 czerwca 2015 17:16 CET | Grunwald Ruda Śląska · Mateusz Dreszer 36' · Mateusz Dreszer 67' · Mateusz Dreszer 75' | 3:1 | Polonia Bytom · 8' Patryk Stefański | Ruda Śląska Widzów: 100 |
|                           |                                                                                        |     |                                     |                         |

### Finał
| 19 czerwca 2015 17:00 CET | Grunwald Ruda Śląska · Mateusz Dreszer 7' · Tomasz Szpoton 17' (k.) · Tomasz Szpoton 31' · Tomasz Szpoton 67' · Dariusz Kot 89' | 5:1 | LKS Czaniec · 87' (k.) Maciej Żak | Ruda Śląska Widzów: 100 |
|                           | |     |                                   |                         |

## Województwo Świętokrzyskie[13]
Udział biorą zwycięzcy poprzednich rund (I-VI). Start miały zagwarantowane wszystkie drużyny z województwa.
| Uczestnicy tej edycji                           | Uczestnicy tej edycji             | Uczestnicy tej edycji | Uczestnicy tej edycji |
| ----------------------------------------------- | --------------------------------- | --------------------- | --------------------- |
| KSZ                                             | KSZO 1929 Ostrowiec Świętokrzyski | -                     |                       |
| WSA                                             | Wisła Sandomierz                  | -                     |                       |
| ŁYS                                             | Łysica Bodzentyn                  | -                     |                       |
| PRA                                             | Partyzant Radoszyce               | -                     |                       |
| W kolumnie pierwszej podano skróty nazw drużyn. |                                   |                       |                       |

### Półfinały
| 21 czerwca 2015 17:00 CET | KSZO 1929 Ostrowiec Świętokrzyski | 0:3 | Wisła Sandomierz | Ostrowiec Świętokrzyski |
|                           |                                   |     |                  |                         |

| 21 czerwca 2015 17:00 CET | Łysica Bodzentyn · Mirosław Kalista 83' (k.) · 118 · Piotr Pawłowski 90' · Dariusz Anduła 95' · Mirosław Kalista 118' · Szymon Michta 120' | 5:2 | Partyzant Radoszyce · 19' Roman Babin · 89' Roman Babin | Bodzentyn |
|                           | |     |                                                         |           |

### Finał
| 24 czerwca 2015 17:30 CET | Łysica Bodzentyn · Mirosław Kalista 68' (k.) | 1:3 | Wisła Sandomierz · 12' (k.) Bartosz Szepeta · 42' Jarosław Pacholarz · 45' Mateusz Podstolak | Pińczów Widzów: 150 |
|                           |                                              |     |                                                                                              |                     |

## Województwo Warmińsko-Mazurskie[14]
Udział biorą zwycięzcy poprzednich rund (I-V). Start miały zagwarantowane wszystkie drużyny z województwa.
| Uczestnicy tej edycji                           | Uczestnicy tej edycji                      | Uczestnicy tej edycji | Uczestnicy tej edycji |
| ----------------------------------------------- | ------------------------------------------ | --------------------- | --------------------- |
| HMG                                             | Huragan Morąg                              | -                     |                       |
| DRW                                             | Finishparkiet Drwęca Nowe Miasto Lubawskie | -                     |                       |
| KĘT                                             | Granica Kętrzyn                            | -                     |                       |
| OLO                                             | Olimpia Olsztynek                          | -                     |                       |
| W kolumnie pierwszej podano skróty nazw drużyn. |                                            |                       |                       |

### Półfinały
| 13 maja 2015 17:00 CET | Huragan Morąg | 0:2 | Finishparkiet Drwęca Nowe Miasto Lubawskie · 32' Paweł Piceluk · 88' Grzegorz Domżalski | Morąg |
|                        |               |     |                                                                                         |       |

| 27 maja 2015 17:00 CET | Granica Kętrzyn | 0:1 | Olimpia Olsztynek · 87' Artur Szymula | Kętrzyn |
|                        |                 |     |                                       |         |

### Finał
| 4 czerwca 2015 16:00 CET | Finishparkiet Drwęca Nowe Miasto Lubawskie · Paweł Piceluk 59' · Paweł Piceluk 90' | 2:2 k. 3:4 | Olimpia Olsztynek · 46' Piotr Żórański · 66' Mateusz Różowicz | Górowo Iławeckie |
|                          |                                                                                    |            |                                                               |                  |

## Województwo Wielkopolskie[15]
Udział biorą zwycięzcy poprzednich rund (I-II). Start zagwarantowany mieli zwycięzcy pucharów okręgowych.
| Uczestnicy tej edycji                           | Uczestnicy tej edycji | Uczestnicy tej edycji | Uczestnicy tej edycji |
| ----------------------------------------------- | --------------------- | --------------------- | --------------------- |
| KAL                                             | KKS 1925 Kalisz       | Kalisz                |                       |
| NLB                                             | Nielba Wągrowiec      | Piła                  |                       |
| W kolumnie pierwszej podano skróty nazw drużyn. |                       |                       |                       |

### Finał
| 17 czerwca 2015 18:00 CET | KKS 1925 Kalisz · Konrad Chojnacki 17' · Remigiusz Malicki 37' | 2:0 | Nielba Wągrowiec | Środa Wielkopolska |
|                           |                                                                |     |                  |                    |

## Województwo Zachodniopomorskie[16]
Udział biorą zwycięzcy dwóch pucharów okręgowych.
| Uczestnicy tej edycji                           | Uczestnicy tej edycji  | Uczestnicy tej edycji | Uczestnicy tej edycji |
| ----------------------------------------------- | ---------------------- | --------------------- | --------------------- |
| BAK                                             | Bałtyk Koszalin        | Koszalin              |                       |
| AST                                             | Astra Ustronie Morskie | Koszalin              |                       |
| GWK                                             | Gwardia Koszalin       | Koszalin              |                       |
| ENG                                             | Energetyk Gryfino      | Szczecin              |                       |
| W kolumnie pierwszej podano skróty nazw drużyn. |                        |                       |                       |

### Półfinały
| 26 maja 2015 18:00 CET | Energetyk Gryfino | 0:1 | Bałtyk Koszalin · 75' Marcin Chyła | Gryfino |
|                        |                   |     |                                    |         |

| 26 maja 2015 18:00 CET | Gwardia Koszalin · Norbert Neumann 90' | 1:0 | Astra Ustronie Morskie | Koszalin |
|                        |                                        |     |                        |          |

### Finał
| 14 czerwca 2015 17:00 CET | Gwardia Koszalin · Daniel Wojciechowski 13' · Jakub Zejglic 20' · Przemysław Brzeziański 64' | 3:2 | Bałtyk Koszalin · 43' Daniel Wólkiewicz · 82' Daniel Wólkiewicz | Koszalin |
|                           |                                                                                              |     |                                                                 |          |